# 鄧典
鄧典（1999年3月13日—），中國流行音樂新生代男歌手，新生代魔嗓、絲滑R&B是他鮮明的音樂人格。出生於河南省焦作市，就讀於四川音樂學院。2016年，參加了浙江衞視歌唱選秀節目《中國好聲音》温縣賽區的選拔賽。2018年，參加騰訊視頻選秀娛樂節目《明日之子第二季》，最終獲得全國總決賽第4名，從而正式出道 ；8月3日，推出首張個人音樂EP《D》；11月18日，獲得“音為青春·中國大學音樂超級聯賽”校園人氣歌手獎。2020年，参加的音乐通告节目《见面吧!电台》播出。2021年，发行单曲《神魂颠倒》。2022年，发行EP《游(Groove)》。2023年，发行单曲《What a Mistake》。4月27日，参加的综艺节目《青年π計劃》定档在芒果TV播出。

## 個人生活
鄧典出生於河南省焦作市，受權志龍的影響，他打扮獨特，衣櫃裏三分之二的衣服都是從網上挑來的顏色鮮豔、剪裁誇張的復古女裝。高中時期，他最大的消遣愛好是在宿舍偷偷聽MP3，課餘時間常常坐在座位上哼唱英文歌。因為藝術生的分數線要低一些，所以他在高三下半學期學了音樂。2017年，鄧典考入四川音樂學院 。

## 演藝經歷
2016年，鄧典參加了浙江衞視歌唱選秀節目《中國好聲音》温縣賽區的選拔賽。
2018年，參加騰訊視頻選秀娛樂節目《明日之子第二季》，成為九大廠牌之一，並參與演唱了節目主題曲《明日等你》；8月3日，推出首張個人音樂EP《D》，收錄了包括《Tempest》、《Did it my way》在內的2首歌曲；9月7日，通過多輪淘汰賽，最終獲得《明日之子第二季》全國總決賽第4名，從而正式出道；11月，與田燚一同參加QQ音樂脱口秀節目《見面吧電台》；11月18日，獲得“音為青春·中國大學音樂超級聯賽”校園人氣歌手獎。
2019年6月，正式成為索尼音樂合作藝人。
2020年9月，發行首張個人專輯《做作作祟》。
2021年，全面加盟索尼音樂，發行熱門單曲《孩子氣》、《星空下的海》；11月，發行全新單曲《神魂顛倒》，霸占各大音樂平台榜單，短視頻火熱發酵，成為年度現象級單曲。
2022年2月，演唱的《嘉獎》錄入為華流音樂大碟徵集活動推出第二首大碟優秀作品；8月18日19: 35，參與浙江衞視超級818汽車狂歡夜 。12月31日，參加《啓航2023—中央廣播電視總枱跨年晚會》，與劉惜君、鞠紅川、周潔瓊合唱歌曲《追落日看銀河》。
2023年1月，參加《2023河南衞視奇遇新年夜》，演唱《神魂顛倒》。1月25日，參加浙江衞視《2023美好中國新歌會》。4月27日，參加的音樂競演綜藝《青年π計劃》播出，7月14日節目進入總決選以排名第3名，成為六邊形戰士。
7月9日，參加2023TMEA騰訊音樂娛樂盛典，並演唱組曲串燒《神魂顛倒》、《午夜恰恰》。 7月16日，參加的《馬欄山芒果節—不設限畢業禮》將在湖南衛視、芒果TV播出。 9月10日，參加的《2023Skyline天際線音樂節》將在昌吉·庭州生態綠谷工業遺址公園舉辦。

## 个人评价
正是因为邓典的个人特质，始终成为音乐表现的支点，也让多元的曲风，不会给人一种芜杂的感觉。整张专辑听下来，这种多元反倒成为了邓典可能性的被激活，它们如同光晕，笼罩在邓典周围，让你们熟悉的邓典，变得更不一样，让一个全新的邓典，依然还是你们熟悉的模样。
整张专辑在听觉上让人感觉最大的不同，就是——这是一张和传统华语专辑制作模式，已经完全割裂的唱片。它没有传统的芭乐歌，也没有似曾相识的元素，整张专辑充满了灵气、灵动，即使是情歌，也唱得自由生动。从另一个角度来看，也正是缺少制作的界限感，让专辑的音乐不再刻意、不再做作。而当结构与框架不再做作后，歌手自然而然可以尽情作祟了。
但邓典的这张专辑，在“做作”这件事上，也是有底线的，那就是音乐的传承性和平衡感。传承性最好的体现，就是《独特》和《谜》这两首作品。虽然都是R&B曲风的作品，但实际上，《独特》更偏向于上世纪九十年代末的那种Contemporary R&B，而宋念宇作曲并制作的《谜》，则更融合了当年PB-R&B的做法，结合了EDM的音色和律动，又融合了氛围乐的做法。这两种风格，前者需要歌手声线的张力，形成人声的主导控制力。后者，则需要通过与编曲的配合，与氛围的融合，通过和声、情绪和呼吸的运用，唱出一种更丰富的情境。
而邓典对于这两种跨世代的风格演绎，则毫无违和感，虽然两首歌的气质，其实跨越了起码二十年。所以说，邓典的内心住着老灵魂，是没错的。同样的，邓典有着音乐的未来可能性，也是没错的。
尽管是一张非常明显的新世代专辑，甚至也充满了大量的电子元素，但《做作作祟》的很多作品，比如《Cry》、 《极光》等作品，却都保留了乐队的编制。
像《Cry》，听起来有着Alternative R&B的氛围，节奏也有Trap的色彩，但这首歌曲却是由乐队完成的，这也让作品在虚实之间，有了很好的平衡。
《极光》夯实的鼓点，更赋予了作品一种更扎实的力量，比起立体电子音色来，这样的编曲设置，无疑也同步了作品的主题，即那种干净、直接的光芒和力量。
《Don’t Stop》虽然是复古舞曲，却在制作人李振权的设计下，又加入了早期Beyond成员刘志远的吉他，也在复古与热血、律动与狂野之中，取得了最大限度的平衡。
这首《不想醒来》的演绎方式对于邓典来讲也是一个全新的突破，用大量的假声来形成Hook段落，也让作品有了一种自在又惬意的温暖。比起之前在演唱上的开放性，这首歌曲里更多时候则是用情绪和音色的收来体现“不想醒来”的梦幻感，这样的做法不仅实现技术与内容同步，而且对于一个歌唱一直有力度的歌手来讲，也是另一个演绎纬度的突破。
《负片》和《悲极生乐》，则是专辑最具艺术气息的两首作品，不过两首作品的艺术走向，又全然不同。
音乐人陈诗牧的作品《负片》，有着飘逸雅致的旋律，而NIA杨心予用电子音色加原声乐器的编曲组合，就好比正像与负片的交错，两种色调、两种镜像，交错又互补。除此之外，NIA杨心予在《Cry》这首作品里，用碎片音效和乐队编制的编曲组合，同样也给人留下很深的印象。
另一首《悲极生乐》，则以大提琴、原声吉他加和声的形式，更多衬托邓典声线中的质感。而邓典声线的那种呜咽感，沙哑又有颗粒感，更有着大提琴的忧伤气质，把《悲极生乐》里的一个“悲”字，演绎得凄美断肠。
而《弗洛伊德》或许可以称为最具现代艺术的作品，张驰有度的律动、特殊的人声音效、未来感十足的合成器音色，还有中间偶然划过的像是竖琴的音色，再加上邓典随性的即兴演绎，果然就用音乐编织了一个魔幻的梦境。
这种词曲编和人声已经化为一体的演绎，确实已经和传统的华语芭乐，完全划清了界限，它无法被卡拉OK复制传播，它的所有特质，必须靠歌手赋予生命，歌手不出现在这首歌曲里，歌曲也就没有了生命。
这张专辑虽然也有李振权这样的前辈，以及小宇这样的中生代优秀音乐人，但更多却是更年轻的音乐人，甚至95后音乐人，主导了专辑整体的音乐走向。你在专辑里听到音乐的国际化，实际上并不是这些音乐人去借鉴国际化，而是在国际化时代成长的他们，最自然的创作与表达，就是国际化本身。
尤其是，这张专辑的许多作品还出现一种情况，就是一首作品中往往出现三位以上的音乐人同时署名创作，这种集体化创作，尤其是从一开始，就高度集成音乐整体设计的创作，同样也是当下国际流行音乐的一大特点。这种做法，可以让音乐的整体感更强，而不再仅仅只是词+曲的传统模式。
另一方面，《做作作祟》也是一张歌手与团队相互成就的专辑。制作团队在音乐上，与歌手的深度融合，也使得专辑中邓典的人声不再孤独，而是与音乐相映成趣，让专辑立体、饱满。即使是面对邓典的歌迷，也依然想说，这种专辑值得要给整个幕后团队一个大大的赞。
所以，从音乐性上来讲，邓典的《做作作祟》是一张真正当下的流行音乐专辑，由于它在结构和制作层面的开创性，这种当代的属性，还可以向未来几年延伸。有实力的邓典，是幸运的，他经历了历史、见证了历史，也在创造着历史。

## 音乐作品

### 专辑
| 序号 | 发行时间       | 专辑名称     | 曲目                                                                                                 |
| ---- | -------------- | ------------ | --- |
| 1    | 2019年12月17日 | 《瞳孔》     | 曲目 1. 极光 2. 瞳孔 3. 弗洛伊德 4. 悲极生乐 5. 负片 6. 谜 7. 独特                                   |
| 2    | 2020年9月22日  | 《做作作祟》 | 曲目 1. Don't Stop 2. 不想醒來 3. 獨特 4. 謎 5. 負片 6. 悲極生樂 7. 弗洛伊德 8. 瞳孔 9. Cry 10. 極光 |
| 3    | 2022年8月21日  | 《遊》       | 曲目 1. 升温沸騰 2. 哎呦 3. 戒不掉 4. 催眠 5. 安靜                                                   |

### 单曲
| 發行日期       | 歌曲名稱                  | 備註                 |
| -------------- | ------------------------- | -------------------- |
| 2018年         | 《明日等你》              | 明日之子第二季主题曲 |
| 2019年10月22日 | 《極光》                  |                      |
| 2019年11月19日 | 《弗洛伊德》              |                      |
| 2019年12月17日 | 《瞳孔》                  |                      |
| 2020年6月19日  | 《Make You Feel My Love》 |                      |
| 2021年11月22日 | 《神魂颠倒》              |                      |
| 2022年2月18日  | 《嘉奖》                  |                      |
| 2022年4月22日  | 《瞄准》                  |                      |
| 2022年5月22日  | 《安静 (Silent)》         |                      |
| 2023年1月18日  | 《午夜恰恰》              | ft.劉至佳            |
| 2023年3月16日  | 《What a Mistake》        |                      |

## 影視作品

### 綜藝節目
| 年份   | 日期             | 電視台           | 節目名稱              | 集數 | 備註   |
| 2018年 | 7月7日－9月7日   | 騰訊視頻         | 《明日之子第二季》    | 9    | 第四名 |
| 2019年 | 8月10日          | 騰訊視頻         | 《明日之子水晶時代》  |      | 嘉賓   |
| 2022年 | 4月9日－7月2日   | 浙江衛視、抖音   | 《為歌而讚 (第二季)》 | 13   |        |
| 2023年 | 4月27日－7月17日 | 芒果TV           | 《青年π計劃》         | 12   | 第三名 |
| 2023年 | 6月4日           | 芒果TV           | 《甜蜜的任务》        |      | 嘉賓   |
| 2023年 | 7月16日          | 湖南衛視、芒果TV | 《不設限畢業禮》      |      | 嘉賓   |

## 廣告代言
| 年份 | 品牌名稱      | 種類 | 備註       |
| 2023 | 華萊士        | 炸雞 | 美食推薦官 |
| 2023 | 青島純生DRAFT | 啤酒 | 體驗官     |

## 活動演出
| 日期          | 活動名稱            | 地點     | 備註           |
| 2023年8月19日 | 方特星河音樂節      | 山西大同 |                |
| 2023年8月26日 | 黃禮格到位巡演TOUR  | 北京朝陽 | 嘉賓           |
| 2023年9月10日 | Skyline天際線音樂節 | 新疆昌吉 | 因故將延期舉行 |

## 演唱會
| 年份      | 演唱會名稱               | 總場數 | 備註 |
| 2022-2023 | D.D.Live Tour 巡迴演唱會 | 9      |      |

## 獎項
| 年份   | 名稱                          | 獎項           | 提名項目 | 結果 |
| ------ | ----------------------------- | -------------- | -------- | ---- |
| 2018年 | 音为青春·中国大学音乐超级联赛 | 校园人气歌手奖 | 鄧典     | 獲獎 |
| 2023年 | TMEA腾讯音乐娱乐盛典          | 年度突破歌手   | 鄧典     | 獲獎 |

## 外部連結
- 鄧典的Instagram帳戶
- YouTube上的鄧典頻道
- 鄧典的新浪微博